# Rhinolophus denti
Rhinolophus denti är en fladdermusart som beskrevs av Thomas 1904. Rhinolophus denti ingår i släktet Rhinolophus och familjen hästskonäsor. IUCN kategoriserar arten globalt som livskraftig. Inga underarter finns listade i Catalogue of Life. Wilson & Reeder (2005) skiljer mellan två underarter.
Arten blir med svans cirka 7 cm lång, har cirka 4,2 cm långa underarmar, en vingspann av ungefär 20 cm och en vikt av cirka 6 g. Ovansidan är täckt av krämfärgad till vit päls med gråa eller bruna skuggor på ryggens mitt. Ibland förekommer gulaktiga exemplar. Rhinolophus denti har en genomskinlig brun flygmembran. Arten öron är breda nära huvudet och spetsig på toppen. Honor har två spenar på bröstet och två vårtor nära anus som liknar spenar men som är funktionslös.
Denna fladdermus har två från varandra skilda populationer, en i västra Afrika och en i södra Afrika. Den lever i savanner med några träd. Individerna vilar främst i grottor och gruvor. Sällan sover de i trädens håligheter. Individerna bildar vid sovplatsen flockar eller kolonier med några hundra medlemmar.
Arten har olika insekter som saknar hårt skal som föda. Rhinolophus denti jagar med hjälp av ekolokalisering. Den har dessutom utmärkt hörsel och bra synförmåga.